# Christa Weinrich
Christa Weinrich, Ordensname Schwester Christa (* 1950) ist eine deutsche Benediktinerin, Gartenbau-Ingenieurin und Autorin.

## Leben
Christa Weinrich trat 1976 in die Benediktinerinnenabtei zur Heiligen Maria in Fulda ein. Von 1979 bis 1982 studierte sie Gartenbau an der Hochschule Osnabrück bis zum Erwerb des Diploms als Gartenbau-Ingenieurin. Danach war sie im biologisch bewirtschafteten Klostergarten tätig. Daneben gibt sie gemeinsam mit Mely Kiyak die Zeitschrift Winke für den Biogärtner heraus, hält Vorträge, veranstaltet Seminare zum ökologischen Gartenbau und hat Fachbücher auf Deutsch und Tschechisch veröffentlicht.

## Werke
- Mischkultur im Hobbygarten. 3. aktualisierte Auflage. Verlag Eugen Ulmer, Stuttgart (Hohenheim) 2012, ISBN 978-3-8001-7721-9.
- Geheimnisse aus dem Klostergarten. 3. Auflage. Franckh-Kosmos, Stuttgart 2011, ISBN 978-3-440-12708-7.
- Bio-Gärtnern wie in der Abtei Fulda. Franckh-Kosmos, Stuttgart 1995, ISBN 3-440-06927-3.
- Kompostieren wie in der Abtei Fulda. Franckh-Kosmos, Stuttgart 1994, ISBN 3-440-06784-X.